# Brassite
La brassite è un minerale.